# Список глав манги Cardcaptor Sakura
Cardcaptor Sakura — манга, написанная и проиллюстрированная художницами группы CLAMP. Выпускалась в ежемесячном журнале сёдзё-манги «Накаёси» в период с мая 1996 года по июнь 2000 года. Отдельные главы были собраны и опубликованы в 12 танкобонах издательством «Коданся»; первый танкобон вышел в свет 22 ноября 1996 года, последний — 31 июля 2000 года. Также издательство «Коданся» с мая 2000 по июль 2001 года выпускало первые шесть томов одновременно на японском и английском языках, что являлось частью эксперимента, призванного помочь японским детям в изучении английского языка. Позднее серия манги на английском языке была лицензирована компанией Tokyopop для продаж в Северной Америке, и издательство «Коданся» прекратило выпуск двуязычных изданий. В период с 5 марта 2004 года по 2 февраля 2005 года издательством «Коданся» выпускалось переиздание оригинальной манги в твёрдом переплёте. Права на распространение манги были приобретены издательскими компаниями многих стран мира: Франции (Pika Édition), Италии (Star Comics), Германии (Egmont Manga & Anime), Бразилии (Editora JBC), Тайваня (Ever Glory Publishing), Испании (Ediciones Glénat), Аргентины (Editorial Ivrea), Мексики (Editorial Toukan).

## Список глав
| № | Дата публикации                                        | ISBN |
| --- | ------------------------------------------------------ | --- |
| 01 | 22 ноября 1996 года                                    | ISBN 978-4-06-319743-3                                                                                              |
| - Глава 1 - Глава 2 - Глава 3 - Глава 4 - Глава 5 | - Глава 1 - Глава 2 - Глава 3 - Глава 4 - Глава 5      | Пойманные карты Jump (跳, Прыжок) Fly (翔, Полёт) Watery (水, Вода) Illusion (幻, Иллюзия)                          |
| История начинается с Сакуры Киномото, маленькой девочки, преследующей гигантского кролика — карту Jump. После поимки карты, Сакура вспоминает, что нашла в папиной библиотеке таинственную книгу. К удивлению Сакуры, книга оказывается пустой, но тут из обложки выходит магический зверёк: хранитель т. н. «Карт Клоу», Керберос, который говорит Сакуре, что Карты Клоу, пока он спал, разлетелись во все стороны, и просит девочку изловить их, потому что именно она открыла книгу. Таким образом, у Сакуры появились некоторые магические силы, помогающие ей в ловле карт. На уроках Сакура обнаруживает, что одна из карт кружит вокруг школы, поэтому она решает пойти за ней. Ночью Сакуре удаётся поймать раненную карту Fly. Через несколько дней ученики идут на уроки плавания, но всё принимает неожиданный оборот: ходят слухи, что в бассейне происходят странные вещи. Сакура и её лучшая подруга Томоё предполагают, что это работа Карты Клоу. Выяснив, что их предположения были верны, им удаётся поймать карту Watery. Затем, в начале летних каникул, выясняется, что в пруду парка Пингвиньего Короля есть призрак. После первой попытки Сакура подвергается нападению. Восстановившись после нападения, Сакура решает вернуться к пруду и впоследствии ловит карту Illusion. |                                                        | |
| 02 | 4 апреля 1997 года                                     | ISBN 978-4-06-319791-4                                                                                              |
| - Глава 6 - Глава 7 - Глава 8 - Глава 9 - Глава 10 | - Глава 6 - Глава 7 - Глава 8 - Глава 9 - Глава 10     | Пойманные карты Flower (花, Цветок) Thunder (雷, Молния) Sword (剣, Меч) Shadow (影, Тень)                          |
| 03 | 4 августа 1997 года                                    | ISBN 978-4-06-319844-7                                                                                              |
| - Глава 11 - Глава 12 - Глава 13 - Глава 14 | - Глава 11 - Глава 12 - Глава 13 - Глава 14            | Пойманные карты Mirror (鏡, Зеркало) Shield (盾, Щит)                                                               |
| 04 | 5 декабря 1997 года                                    | ISBN 978-4-06-319881-2                                                                                              |
| - Глава 15 - Глава 16 - Глава 17 - Глава 18 | - Глава 15 - Глава 16 - Глава 17 - Глава 18            | Пойманные карты Maze (迷, Лабиринт) Erase (消, Ластик) Glow (灯, Мерцание)                                          |
| 05 | 4 апреля 1998 года                                     | ISBN 978-4-06-319924-6                                                                                              |
| - Глава 19 - Глава 20 - Глава 21 - Глава 22 | - Глава 19 - Глава 20 - Глава 21 - Глава 22            | Пойманные карты Dark (光, Тьма) Light (闇, Свет)                                                                    |
| 06 | 13 июля 1998 года                                      | ISBN 978-4-06-333954-3                                                                                              |
| - Глава 23 - Глава 23 - Глава 24 - Глава 25 - Глава 26 | - Глава 23 - Глава 23 - Глава 24 - Глава 25 - Глава 26 | Пойманные карты Firey (火, Огонь) Earthy (地, Земля)                                                                |
| 07 | 13 ноября 1998 года                                    | ISBN 978-4-06-333989-5                                                                                              |
| - Глава 27 - Глава 28 - Глава 29 - Глава 30 | - Глава 27 - Глава 28 - Глава 29 - Глава 30            | Превращённые карты Firey (火, Огонь) Thunder (雷, Молния)                                                           |
| 08 | 11 марта 1999 года                                     | ISBN 978-4-06-334049-5                                                                                              |
| - Глава 31 - Глава 32 - Глава 33 - Глава 34 | - Глава 31 - Глава 32 - Глава 33 - Глава 34            | Превращённые карты Jump (跳, Прыжок) Mirror (鏡, Зеркало) Windy (風, Ветер) Flower (花, Цветок)                     |
| 09 | 22 июля 1999 года                                      | ISBN 978-4-06-334099-0                                                                                              |
| - Глава 35 - Глава 26 - Глава 27 - Глава 38 | - Глава 35 - Глава 26 - Глава 27 - Глава 38            | Превращённые карты Erase (消, Ластик) Earthy (地, Земля) Shadow (影, Тень)                                          |
| 10 | 3 декабря 1999 года                                    | ISBN 978-4-06-334259-8                                                                                              |
| - Главы 39 - Глава 40 - Глава 41 - Глава 42 | - Главы 39 - Глава 40 - Глава 41 - Глава 42            | Превращённые карты Maze (迷, Лабиринт) Illusion (幻, Иллюзия) Wood (樹, Дерево) Sword (剣, Меч) Glow (灯, Мерцание) |
| 11 | 24 февраля 2000 года                                   | ISBN 978-4-06-334286-4                                                                                              |
| - Глава 43 - Глава 44 - Глава 45 | - Глава 43 - Глава 44 - Глава 45                       | Превращённые карты Shield (盾, Щит) Watery (水, Вода) Dark (光, Тьма) Light (闇, Свет)                              |
| 12 | 31 июля 2000 года                                      | ISBN 978-4-06-334326-7                                                                                              |
| - Глава 46 - Глава 47 - Глава 48 - Глава 49 - Глава 50 |                                                        | |